# Furuflaten
Furuflaten este o localitate din comuna Lyngen, provincia Troms, Norvegia, cu o suprafață de  km².